# Gabriel Urralburu Tainta
Gabriel Urralburu Tainta (Ezkaroze, Navarra, 6 de novembre de 1950) és un polític socialista, exsacerdot i advocat espanyol. Va ser president del Govern de Navarra entre 1984 i 1991.

## Biografia
Llicenciat en Ciències Teològiques i Morales. Va ser ordenat sacerdot i va exercir fins a la seva secularització el 1984. Membre dels grups de cristians de base oposats al franquisme, de la mà de Víctor Manuel Arbeloa Muru va ingressar en el PSOE el 1973 i va dirigir el procés de reorganització del partit en Navarra. En les primeres eleccions generals espanyoles de 1977, va encapçalar la llista del PSOE a Navarra i va obtenir l'escó de Diputat del Congrés, i fou reelegit a les eleccions generals espanyoles de 1979. Va encapçalar la llista del PSOE en les eleccions al Parlament de Navarra de 1979, obtenint 15 escons, sent la segona força política del Parlament de Navarra.
Entre 1980 i 1982 va formar part de la comissió que va negociar amb l'Estat, l'Amillorament del Fur de Navarra. El juny de 1982, en el Congrés Constituent del Partit Socialista de Navarra PSN-PSOE, va ser escollit el primer Secretari General de la nova organització després de la separació de l'Agrupació Socialista de Navarra del Partit Socialista d'Euskadi, apostant de manera definitiva els socialistes navarresos per Navarra com a Comunitat Foral pròpia i diferenciada en el si de l'Estat Espanyol.
A les eleccions al Parlament de Navarra de 1983 va encapçalar novament la llista del PSN-PSOE i fou el candidat d'aquest partit a la Presidència del Govern de Navarra, càrrec que va ocupar des de maig de 1984 a octubre de 1987, i va repetir en la legislatura 1987-1991. En 1991, a pesar d'assolir 19 escons (la major representació del PSN-PSOE fins al moment), va passar a l'oposició del nou Govern de Navarra de Juan Cruz Alli Aranguren (Unió del Poble Navarrès) llista que va aconseguir 20 escons al comparèixer per primera vegada tot l'espectre de la dreta navarresa unit en una sola llista.
Va seguir com líder de l'oposició fins que el juny de 1994, i després de descobrir-se i publicar-se presumptes dades d'enriquiment il·lícit (el "Cas Urralburu") que inicialment va negar, va renunciar a la seva reelecció com a secretari general del PSN-PSOE, cedint el testimoni a Javier Otano Cid, President del Parlament de Navarra, fins llavors sotssecretari general del PSN-PSOE. En actualitat aquesta completament retirat de l'activitat pública. Llicenciat en Dret per la UNED, exerceix d'advocat a Madrid.

## El "Cas Urralburu"
També conegut com la "trama navarresa del Cas Roldán". Descobert a l'abril de 1994 pel rotatiu El Mundo. L'Audiència Provincial de Navarra el va jutjar pel cobrament de comissions milionàries a empreses constructores en l'adjudicació d'obres públiques. Per aquest cas, el 1998 Gabriel Urralburu va ser condemnat, juntament amb Antonio Aragón Elizalde, ex conseller d'Obres Públiques (1987-1991), les seves respectives esposes, l'exdirector de la Guàrdia Civil, Luis Roldán, i el testaferro Jorge Esparza a 11 anys de presó i 780 milions de pessetes de multa (600 per suborn i 180 per frau), encara que al març de 2001 el Tribunal Suprem d'Espanya va rebaixar la pena a 4 anys a l'entendre que eren incompatibles els delictes de suborn i frau fiscal.
Al desembre de 2001 va arribar el tercer grau i a l'agost de 2003 se li va concedir la llibertat condicional.